# Dumaresq
Il Dumaresq è un computer analogico meccanico inventato attorno al 1902 dal tenente australiano John Saumarez Dumaresq (26 ottobre 1873 – 22 luglio 1922) della Marina britannica.
Il dumaresq permette di correlare le variabili della navigazione della propria nave e della nave bersaglio ed ottenere, insieme ad altri strumenti, quali l'integratore di gittata Vickers, la distanza e la deflessione necessarie per trasmettere, con continuità, una corretta soluzione di tiro ai cannoni della nave.

## I predecessori
La Regia Marina introdusse ben prima un apparecchio equivalente sulle proprie navi. L'apparecchio fu sviluppato dall'allora sottotenente di vascello Giovanni Bettolo, la prima versione era denominata Indicatore dei fuochi Bettolo introdotta nel 1877 perfezionata nel 1883 come Indicatore di lancio Bettolo. L'apparecchio fu esposto all'Esposizione generale italiana del 1884 a Torino nel padiglione dedicato alla Regia Marina. Nel 1901 era utilizzato sulle maggiori unità della Regia Marina.
La Kaiserliche Marine introdusse uno strumento per il rilevamento, denominato "Standgërat", nel 1887 che permetteva di seguire la direzione di movimento relativo della nave nemica e apprezzarne le variazioni che venivano inserite in apposite tabelle di derivazione per ottenere la deflessione necessaria al tiro. Il procedimento risultava molto più complesso di quello ottenibile direttamente da uno strumento integrato quale il dumaresq.
Con l'aumentare delle distanze previste di combattimento, nel 1908, entrò in servizio uno strumento con analoghe prestazioni del dumaresq, denominato "EU/SV Anzeiger" (dispositivo EU/SV dove EU sta per  entfernungsunterschied distanza differenziale cioè la distanza relativa tra le navi e SV sta per seitenverbesserung aumento del punto cioè la deflessione della mira).

## Principio di funzionamento
Il dumaresq basa sul principio che il valore della tangente ad una curva, funzione del tempo, in un punto è il valore della derivata rispetto alla variabile tempo. Utilizzando delle curve predefinite disegnate su di un tamburo e delle barre scorrevoli e rotanti su quadranti mobili permette di calcolare il movimento relativo della nave nemica e convertirlo in un rateo di gittata (la componente del moto relativo del bersaglio lungo la linea di tiro) e nella deflessione dumaresq (la componente perpendicolare alla linea di tiro). Il dumaresq permette l'inversione della lettura dei risultati (considerare i dati calcolati del moto della nave nemica per calcolare il moto della propria nave) permettendo la verifica della consistenza dei dati immessi.

## Descrizione

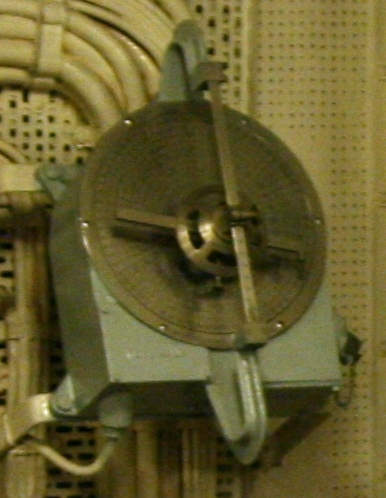
Dumaresq installato nella sala di controllo del tiro della HMS Belfast

Il dumaresq consiste in un quadrante circolare con una barra diametrale che rappresenta la direzione del moto della propria nave, un cursore sulla barra permette di inserire il dato della velocità, in nodi, della propria nave. Solidale con il cursore c'è una seconda barra, montata su di una ruota graduata, che permette di immettere sulla barra i dati della velocità (stimata attraverso le osservazioni) e rotta (sulla ruota graduata) della nave nemica.
Il risultato della immissione di questi dati è una rappresentazione della somma dei vettori velocità delle due navi, che permette di valutare il vettore della velocità relativa della nave nemica nelle sue componenti su il reticolo impresso sul quadrante di base.
Il reticolo graduato può essere ruotato intorno alla linea di mira evidenziando le componenti del vettore di velocità della nave nemica: il rateo di gittata e la deflessione.
Un puntatore collegato alla barra della nave nemica permette la lettura dei dati in forma utilizzabile per il tiro (nel 1902 il rateo di gittata era espresso come numero di secondi necessari a che la gittata cambiasse di 50 iarde, ma fu presto cambiato in iarde/minuto).

## Mark I
Il Dumaresq è stato costruito in versioni successive, di complessità maggiore.
Il Dumaresq mark I fu costruito dall'officina dei fratelli Elliott (Elliott Brothers), che acquistarono il brevetto a nome dell'inventore, John Dumaresq, nell'agosto del 1904. Nel 1906 furono aggiunte delle mire metalliche, analoghe a quelle di un fucile, per ottenere la linea di mira sulla nave bersaglio. Per il 1913 circa 1000 apparecchi, nelle varie versioni, erano stati acquistati dalla Marina britannica, con un esborso totale di 10.000 sterline.

## Mark II-III
Il Dumaresq mark II era uguale al Mark I, solo più grande e fu prodotto dalla ditta Elliotts nel 1907. Nel 1909 fu proposto di aggiungere un anello graduato al quadrante ed un altro sul supporto della barra della nave nemica. Queste modifiche furono aggiunte ad una revisione del modello Mark II e nel modello Mark III.

## Mark IV
La versione mark IV fu sviluppata nel 1910, progettata per l'uso all'interno di una torretta per operare indipendentemente alla centrale di tiro della nave. L'apparecchio costava 4,50 sterline dell'epoca, stimabile nell'equivalente di 500 euro (2015).

## Mark VI
Questa versione comprendeva una manovella su di un lato che permetteva la rotazione del quadrante e con esso anche la barra della nave nemica. Questo sistema permetteva di mantenere la posizione relativa della nave nemica durante una virata, di pochi gradi, della propria nave.
Nel 1908 Frederic Dreyer suggerì un miglioramento, l'aggiunta di un sistema di ingranaggi che faceva cambiare automaticamente direzione alla barra della nave nemica quando veniva ruotato il quadrante per seguire il movimento di virata della propria nave.
Un modello simile al Mark VI con questa miglioria, insieme ad un integratore di gittata, il quadrante fisso e la posizione della nave mostrata continuamente nei suoi movimenti da un chiesuola girostatica, faceva parte dell'apparecchio denominato Dreyer Table Mark III.

## Il Dumaresq elettrico
Questo modello rappresenta l'apice nella complessità del dumaresq, e fu creato per l'utilizzo con le più moderne apparecchiature di controllo del tiro Dreyer table Mark IV della prima guerra mondiale.

## Mark VIII
Questo apparecchio (Modello 5969A secondo la classificazione dell'Ammiragliato britannico) rimase in servizio per tutta la seconda guerra mondiale. 
Era compatto, aveva la barra diametrale fissa e un meccanismo che manteneva la direzione della nave nemica impostata quando si cambiava la rotta della propria nave. In questo modello tutte le funzioni erano manuali. Un tamburo con delle curve predefinite disegnate, che veniva regolato dall'operatore, permetteva di computare direttamente il valore della gittata e della deflessione da trasmettere direttamente ai cannoni. Il tamburo riportava le curve calcolate per un determinato tipo di cannone ed era estraibile per permettere di utilizzare lo strumento con un'altra arma

## Wind Dumaresq
Prima della fine della prima guerra mondiale il capitano F.C. Dreyer inserì nella Dreyer Table una versione specializzata del dumaresq. Insieme allo strumento principale se ne affiancava un altro per annullare l'effetto del vento trasversale sul volo dei proietti. Lo strumento permetteva di calcolare il vento relativo (composizione dei vettori del vento reale e del moto della nave) o vento apparente. Un ago regolabile che attraversava il quadrante permetteva di aggiungere al valore della gittata e della deflessione la correzione dovuta al vento.

## Dopoguerra
Le versioni più complicate del dumaresq furono lentamente tolte dal servizio poiché non si integravano con le nuove centrali di tiro che venivano installate.  Un wind dumaresq, tuttavia, poteva essere ancora trovato nella stazione di controllo tiro della HMS Belfast e della HMCS Sackville.  Le versioni semplificate del dumaresq continuavano ad essere installate sulle navi da trasporto armate.

### Mark XI
Un esempio degli apparecchi semplificati che sopravvissero alla prima guerra mondiale, avevano la barra diametrale fissa e la velocità della propria nave fissata a 12 nodi. Questi strumenti permettevano solo la stima della deflessione.

### Mark XII
Quasi identico al modello Mark XI, ma con la possibilità di calcolare la gittata e non solo la deflessione.